# 穆尼斯弗雷里 (聖埃斯皮里圖州)
20°27′50″S 41°24′46″W / 20.46389°S 41.41278°W
穆尼斯弗雷里（葡萄牙語：Muniz Freire），是巴西的城鎮，位於該國東南部，由聖埃斯皮里圖州負責管轄，始建於1891年3月1日，面積680平方公里，海拔高度625米，2010年人口18,387，人口密度每平方公里27.04人。